# Monetaria
Monetaria ist eine Schnecken-Gattung aus der Familie der Kaurischnecken (Cypraeidae). Schalen der Arten Monetaria moneta und Monetaria annulus wurden früher als Zahlungsmittel, das sogenannte Kaurigeld, eingesetzt.

## Merkmale
Die Größe der Gehäuse variiert zwischen 14 mm (bei M. obvelata) und 36 mm (bei M. caputdraconis). Die Form ist oval bis gerundet dreieckig und abgeflacht. Die Seiten beiderseits der Münden sind dick und stark verbreitert. Die Mündungszähne sind in der Regel kurz, aber kräftig ausgebildet. Eine Fossula fehlt.

## Vorkommen, Verbreitung und Lebensweise
Die Arten dieser Gattung kommen in den Tropen des Indik und des Westpazifiks vor. Sie kommen im flachen Wasser auf steinigem Grund, meist in Korallenriffen vor. Sie kriechen nachts mit ihrem breiten Kriechfuß über Steine und Felsen und weiden den Algenbewuchs ab. Tagsüber verstecken sie sich unter Steinen und in kleinen Höhlungen.

## Systematik
Die Gattung Monetaria wurde von Franz Hermann Troschel 1863 aufgestellt. Typusart ist Cypraea moneta Linné, 1758. Die Gattung wird von manchen Autoren lediglich als Untergattung von Cypraea angesehen. Auch der systematische Umfang der Gattung differiert je nach Autor. Hier wird die systematische Zuordnung der Arten gezeigt, wie sie von Felix Lorenz beschrieben wird. Andere Systematiker sehen das im Einzelfall anders. Die Arten caputserpentis und caputophidii beispielsweise sind nicht bei jedem Biologen eine Art der Gattung Monetaria, manchmal werden diese unter der Gattung Erosaria geführt. Cypraea caputserpentis ist zudem die Typusart der Gattung Ravitrona Iredale, 1930, die jedoch in neueren Arbeiten nicht als selbständige Gattung anerkannt wird. M. sublitorea wird nicht von allen Autoren als selbständige Art betrachtet, sondern mancherorts lediglich als eine Unterart von M. annulus. Bei allen anderen Arten der Gattung Monetaria herrscht weitestgehend Einigkeit darüber, diese unter Monetaria zu führen.

## Arten
- Monetaria annulus Linnaeus, 1758
- Monetaria caputdraconis Melvill, 1888
- Monetaria caputophidii Schilder, 1927
- Monetaria caputserpentis Linnaeus, 1758
- Monetaria moneta Linnaeus, 1758
- Monetaria obvelata Lamarck, 1810
- Monetaria sublitorea Lorenz, 1998

## Bilder

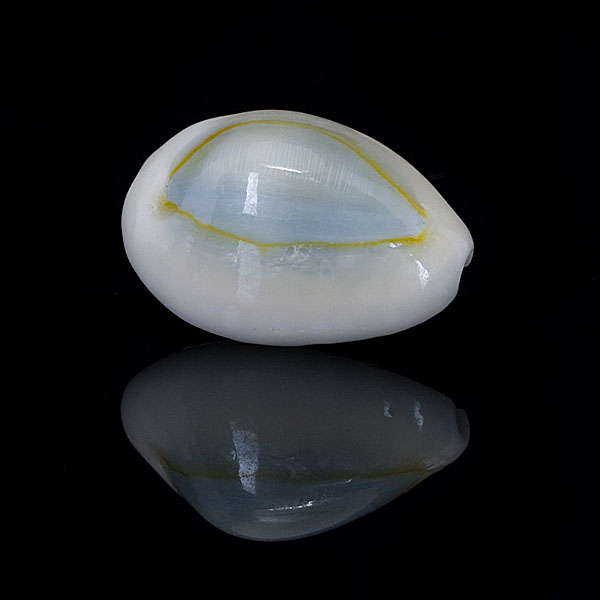
Monetaria annulus
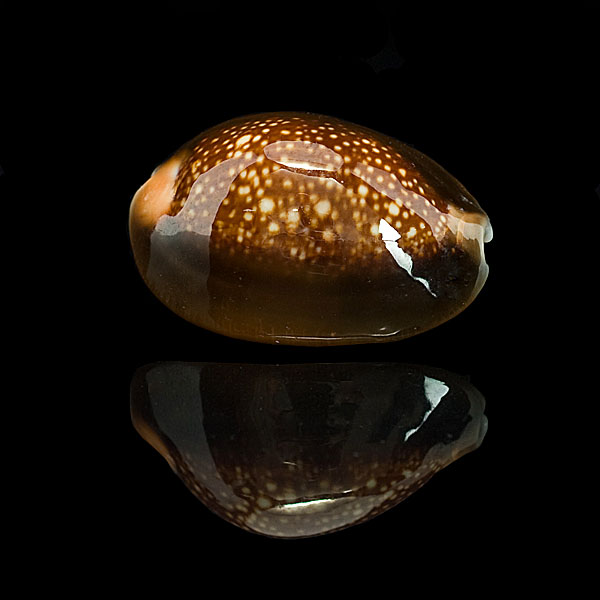
Monetaria caputserpentis
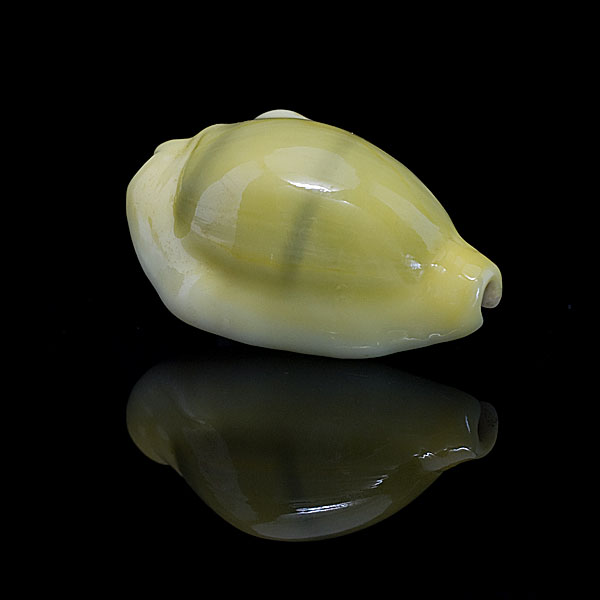
Monetaria moneta
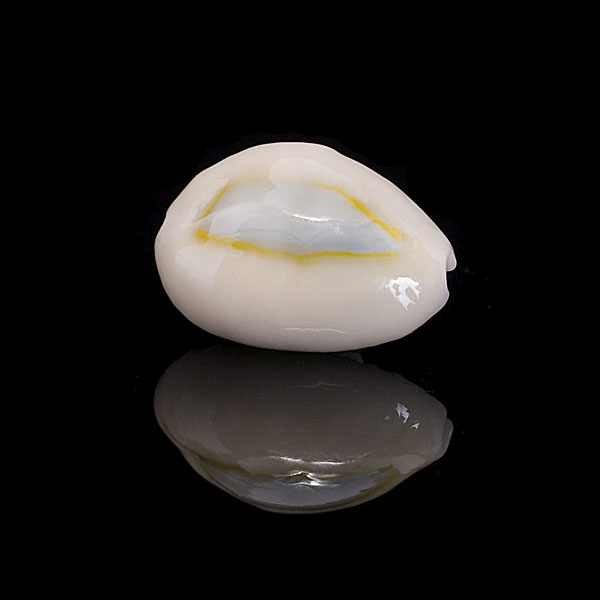
Monetaria obvelata
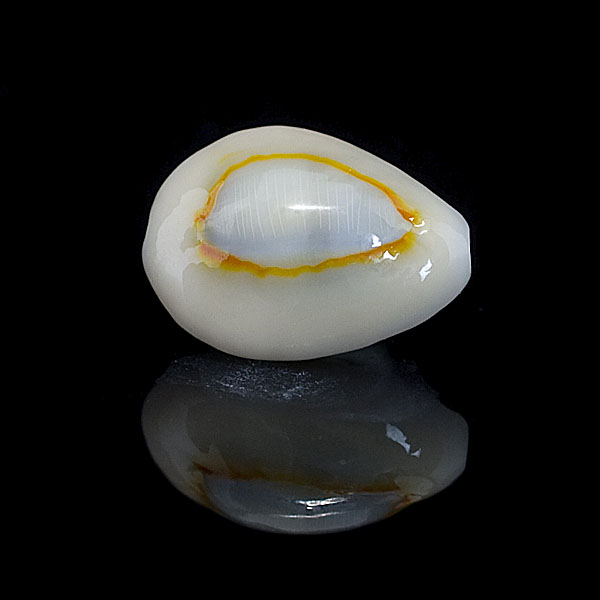
Monetaria sublitorea